# Émile Cassez
Pour les articles homonymes, voir Cassez.
Émile Cassez est un homme politique français né à Bournonville le 23 juillet 1871 et décédé à Chaumont (Haute-Marne) le 14 septembre 1948.

## Biographie
Diplômé d'école d'agriculture, Émile Cassez est d'abord professeur de physique-chimie à l'école d'agriculture des Merchines, directeur des services agricoles de la Haute-Marne, avant de devenir inspecteur général de l'agriculture et directeur adjoint au ministère de l'Agriculture de 1918 à 1924.
Il a été également membre de nombreuses sociétés horticoles et agricoles, membre de l'académie d'agriculture, vice-président de la Fédération nationale de la mutualité et de la coopération agricoles.

## Fonctions politiques
- Conseiller général du Canton de Châteauvillain
- Sénateur radical de la Haute-Marne de 1924 à 1940 et ministre de l'agriculture du 8 novembre 1934 au 1er juin 1935 dans le gouvernement Pierre-Étienne Flandin (1).
- Membre du Conseil national de Vichy en 1941.

## Hommage
Un boulevard porte son nom à Chaumont.